# ميريتان شعباني
ميريتان شعباني (بالألمانية: Meritan Shabani) (مواليد 15 مارس 1999)، هو لاعب كرة قدم ألماني، يلعب كَلَاعِب وسط، لِصَالح نادي بايرن ميونخ.

## وصلات خارجية
- ميريتان شعباني على موقع الاتحاد الأوربي (الإنجليزية)
- ميريتان شعباني على موقع قاعدة بيانات كرة القدم.إي يو (الإنجليزية)
- ميريتان شعباني على موقع ليكيب (الفرنسية)
- ميريتان شعباني على موقع Soccerbase.com (لاعب) (الإنجليزية)
- ميريتان شعباني على موقع Soccerway.com (الإنجليزية)
- ميريتان شعباني على موقع عالم كرة القدم.نت (الإنجليزية)
- ميريتان شعباني على موقع AS.com (الإسبانية)

{{شريط تصفح تشكيلة فريق كرة قدم
|الاسم=
|اسم الفريق= نادي غراسهوبر زيوريخ
|القائمة=
- 1 Nicolas Glaus [الإنجليزية]‏
- 2 أبيل
- 3 ديكارلي
- 4 Grayson Dettoni [الإنجليزية]‏
- 5 Hassane Imourane [الإنجليزية]‏
- 6 أبرشي الفريق
- 7 بلانج
- 8 Meyer
- 9 Nikolas Muci [الإنجليزية]‏
- 10 Jonathan Asp Jensen [الإنجليزية]‏
- 11 Salifou Diarrassouba [الإنجليزية]‏
- 14 زفوناريك
- 16 Mantini
- 18 يونغ-جون
- 19 Mathieu Choinière [الإنجليزية]‏
- 20 Maurin
- 22 Creti
- 26 Maksim Paskotši [الإنجليزية]‏
- 27 Tomás Verón Lupi [الإنجليزية]‏
- 28 Stroscio
- 34 أريجوني
- 50 Seji
- 51 Giandomenico
- 56 Kabashi
- 58 Bettkober
- 52 Marques
- 55 Nigg
- 57 Zukaj
- 71 Justin Hammel [الإنجليزية]‏
- 73 هوكسها
- 73 Paloschi
- مدرب: Gerald Scheiblehner [الإنجليزية]‏